# Мухоловка діамантова
Мухоловка діамантова (Anthipes monileger) — вид горобцеподібних птахів родини мухоловкових (Muscicapidae). Мешкає в Гімалаях і горах Південно-Східної Азії.

## Опис
Довжина птаха становить 12,7 см, довжина крила 6 см, довжина хвоста 5 см, довжина цівки 1,9 см, вага 11 г. Верхня частина тіла і голова оливково-коричневі, спина і крила мають рудуватий відтінок. Горло біле, навколо білої плями проходить чорна смуга. Над очима широкі, однак короткі білі "брови". Нижня частина тіла коричнева, живіт білуватий. Дзьоб чорний, очі темно-карі.

## Підвиди
Виділяють три підвиди:
- A. m. monileger (Hodgson, 1845) — центральні і східні Гімалаї;
- A. m. leucops (Sharpe, 1888) — від північно-східної Індії до північного і центрального Індокитаю;
- A. m. gularis Blyth, 1847 — Аракан (південно-західна М'янма).

## Поширення і екологія
Діамантові мухоловки мешкають в Індії, Китаї, Непалі, Бутані, М'янмі, Таїланді, Лаосі, В'єтнамі і Бангладеші. Вони живуть в гірських і рівнинних тропічних лісах і чагарникових заростях.